# Rye Castle
Rye Castle (eller Ypres Tower) er en mindre fæstning bygget 1249 i Rye i East Sussex i England. Det var Henrik 3. der gav tilladelse til at opføre borge som en del af forsvaret mod de talrige angreb fra franskmændene. Ved opførelsen var kystområdet konstant truet af Frankrig.
Som en af de fem cinque ports-byer fik Rye privilegier for dens støtte, og Ypres Tower sørgede for støtten.

## Rye Castle Museum
Ypres Tower er en af byens Rye Castle Museums to afdelinger og en fredet bygning. Udstillingen i tårnet viser lokalt fremstillet keramik, broderier, der viser scener af byens liv og historie, genstande fra middelalderen og bykort.
East Street Site var byens bryggeri, hvor man tappede øl på flaske, og er museets primære udstillingsområde. Det åbnede i 1999, og udstiller brandslukningsudstyr, maritimhistorie og skibsbyggeri, gammelt legetøj og spil, fotografier og byens segl samt arkæologiske genstande.